# What a Feeling (canção de One Direction)
"What a Feeling" é uma canção gravada pela boy band anglo-irlandesa One Direction para seu quinto álbum de estúdio, Made in the A.M. (2015). Foi escrita por Jamie Scott, Daniel Bryer, Mike Needle, Louis Tomlinson e Liam Payne, enquanto que produção ficou a cargo de Scott. O seu lançamento como segundo single promocional do disco ocorreu digitalmente em 11 de novembro de 2015, após a boy band ter liberado outras faixas, como "Drag Me Down", "Perfect", "Infinity", "End of the Day" e "History".

## Recepção da crítica
O website Spin classificou "What a Feeling" como a melhor faixa de Made in the A.M., assimilando-a à "Dreams", de Fleetwood Mac, complementando: "Eles não são os Beach Boys (ou Mac), mas sabem como construir pateticidade  [sic]."
Numa votação de "Melhor Canção de One Direction", na Rolling Stone, "What a Feeling" alcançou o topo da eleição com os votos dos fãs.

## Desempenho nas tabelas musicais

### Posições
| Tabela musical (2015)          | Melhor posição |
| ------------------------------ | -------------- |
| Áustria (Ö3 Austria Top 75)    | 73             |
| França (SNEP)                  | 150            |
| Irlanda (IRMA)                 | 59             |
| Itália (FIMI)                  | 46             |
| Países Baixos (Single Top 100) | 94             |
| Suécia (Sverigetopplistan)     | 74             |
| Reino Unido (UK Singles Chart) | 90             |